# Chemin de fer clandestin
Pour le roman de Colson Whitehead, voir Underground Railroad (roman).

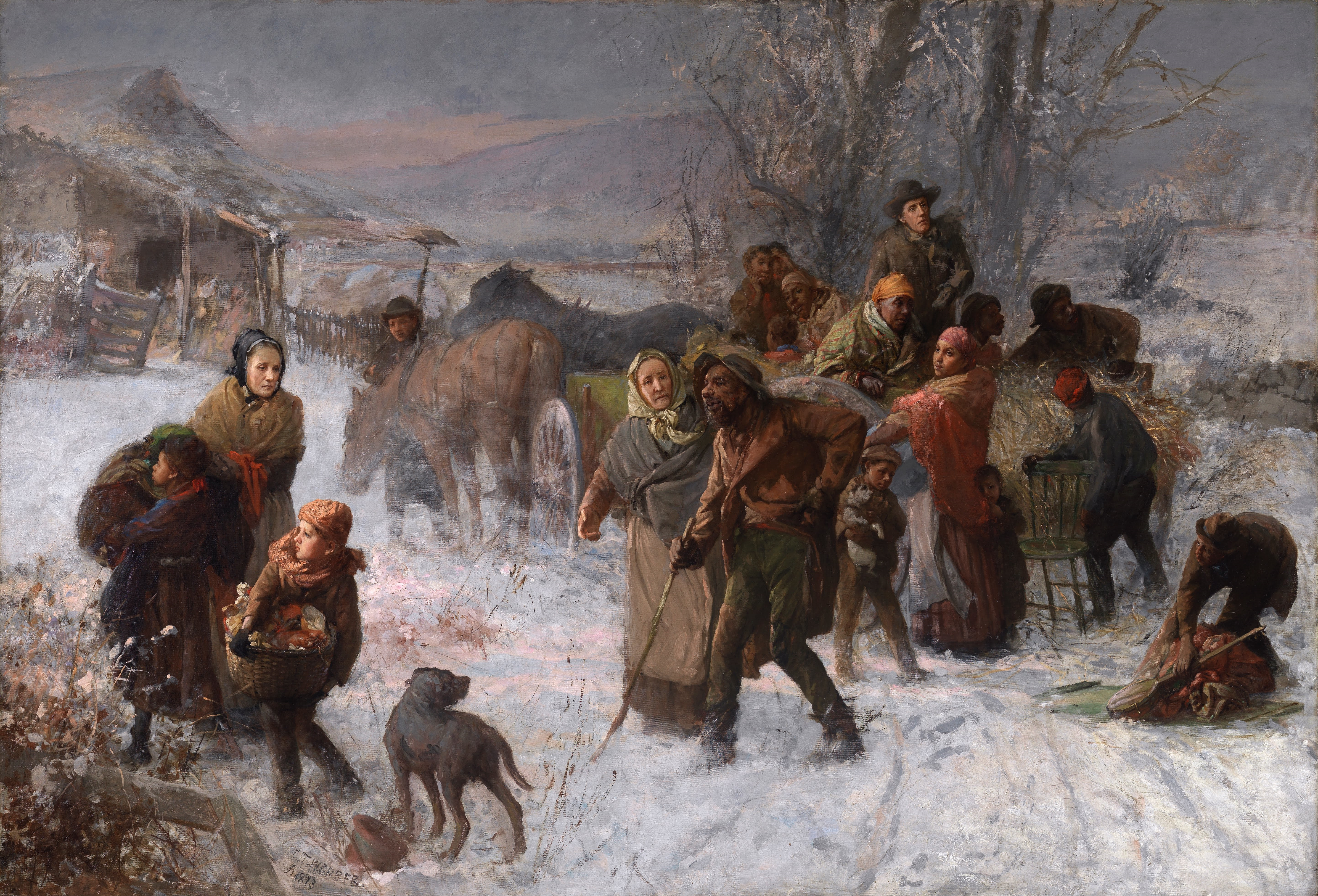
The Underground Railroad (1893), tableau de Charles T. Webber.

Le chemin de fer clandestin (en anglais américain : Underground Railroad) est un réseau de routes, d'itinéraires et de refuges sûrs utilisé par les esclaves afro-américains fuyant vers la liberté au-delà de la ligne Mason-Dixon et jusqu’au Canada avec l'aide des abolitionnistes qui adhéraient à leur cause.
Ce terme s'appliquait également à tous ceux qui aidaient les fugitifs : aux abolitionnistes, aux Noirs, aux Blancs, aux personnes libres ou aux esclaves. Plusieurs autres routes permettaient de se rendre au Mexique et à l'étranger. Bien que, dès la fin du XVIIe siècle jusqu'à la révolution américaine et même quelque temps après, il existât un « chemin de fer clandestin » s'étendant vers le sud en direction de la Floride, qui était alors un territoire espagnol, le réseau aujourd'hui connu sous le nom de Underground Railroad a été formé au début du XIXe siècle et, c'est entre 1850 et 1860 qu'il est le plus performant.
D'après James A. Banks (en), au cours du XIXe siècle, environ 100 000 esclaves se seraient échappés grâce au « Railroad ». L'Amérique du Nord britannique, où l'esclavage est interdit, est une destination courante, puisque sa longue frontière offre de nombreux points d'accès. Plus de 30 000 personnes sont supposées s'y être échappées grâce au réseau pendant la période de pointe qui a duré vingt années, bien que les chiffres du recensement américain ne fassent état que de 6 000.
Harriet Tubman a œuvré avec les Quakers pendant les années 1850 pour permettre au plus grand nombre d’esclaves de gagner la liberté. Les histoires sur les fugitifs du chemin de fer clandestin sont consignées dans une chronique intitulée « The Underground Railroad Records (en) ».

## Contexte
Même lorsque le chemin de fer clandestin était à son apogée, moins de 1 000 esclaves détenus dans les États esclavagistes réussissaient à s'échapper chaque année (un peu plus de 5 000 cas judiciaires enregistrés pour les esclaves en fuite), une quantité beaucoup plus faible que l'accroissement naturel annuel de la population asservie. Malgré un impact économique peu important, l'existence d'un réseau informel visant à aider les esclaves en fuite produisait un impact psychologique considérable sur les propriétaires d'esclaves. Selon le premier Fugitive Slave Act de 1793, le droit de capturer des esclaves en fuite revenait aux fonctionnaires des États esclavagistes d'où ils venaient, ce qui explique que le chemin de fer clandestin prospéra.
Influencé par de fortes pressions politiques, le Compromis de 1850, adopté par le Congrès à la suite de la guerre américano-mexicaine, prévoyait une loi plus stricte. Ce compromis visait à réduire les dissensions entre états exclavagistes et abolitionnistes concernant la question des esclaves en fuite.[pas clair] Il demandait toutefois aux fonctionnaires des États abolitionnistes à aider les chasseurs d'esclaves si des fugitifs se trouvaient dans leur juridiction, et garantissait à ces chasseurs l'immunité par rapport aux lois nationales protégeant les esclaves lorsqu'ils exerceraient leur métier dans les États libres. De plus, les Noirs libres du nord courraient le risque d’être réduits à l'esclavage lorsque ces chasseurs les capturaient, qu'ils aient été libérés auparavant ou qu'ils n'aient jamais été esclaves. Les esclaves soupçonnés n’ayant pas le droit de se défendre devant les tribunaux, et il leur était difficile de prouver leur statut d'homme libre. La loi corrompait de facto les juges, puisque ceux-ci étaient payés davantage (10 dollars) pour une décision qui forçait un noir américain soupçonné à être réduit à l'esclavage que pour une décision qui lui aurait accordé la liberté (5 dollars). Ainsi, de nombreux habitants du nord, qui auraient par ailleurs pu se contenter d'ignorer un esclavage pratiqué loin d’eux, s'irritaient face à la poursuite d’esclaves et de Noirs pratiquée de fait à l'échelle de tous les Etats-Unis, y compris chez eux. Ceci conduisit à l'un des principaux griefs de l'Union dans la guerre de Sécession.

## Organisation

### Structure du mouvement
Le réseau permettant de s'échapper n'était pas un chemin de fer, mais il portait ce nom du fait de l'utilisation de la terminologie ferroviaire dans le code. Le chemin de fer clandestin était composé de points de rencontre, de routes secrètes, de moyens de transport, de lieux d'accueil protégés, et d'assistance apportée par les sympathisants abolitionnistes.
Les personnes s'organisaient souvent en petits groupes indépendants afin de garder leur action secrète, car elles connaissaient certaines « gares » de correspondance le long de la route mais ne savaient que peu de détails concernant le reste du réseau. Les esclaves en fuite allaient d'une gare à l'autre lorsqu'ils se rendaient vers le nord. Sur le chemin de fer, les « chefs de train » venaient d'horizons divers : on trouvait parmi eux des Noirs nés libres, des abolitionnistes blancs, d'anciens esclaves (qui s'étaient enfuis ou qui avaient été affranchis), et des Amérindiens. Les Églises également jouaient souvent un rôle, en particulier la Société religieuse des Amis (Quakers), le presbytérianisme, le méthodisme, l’Église congrégationaliste, le baptisme.

### Itinéraire

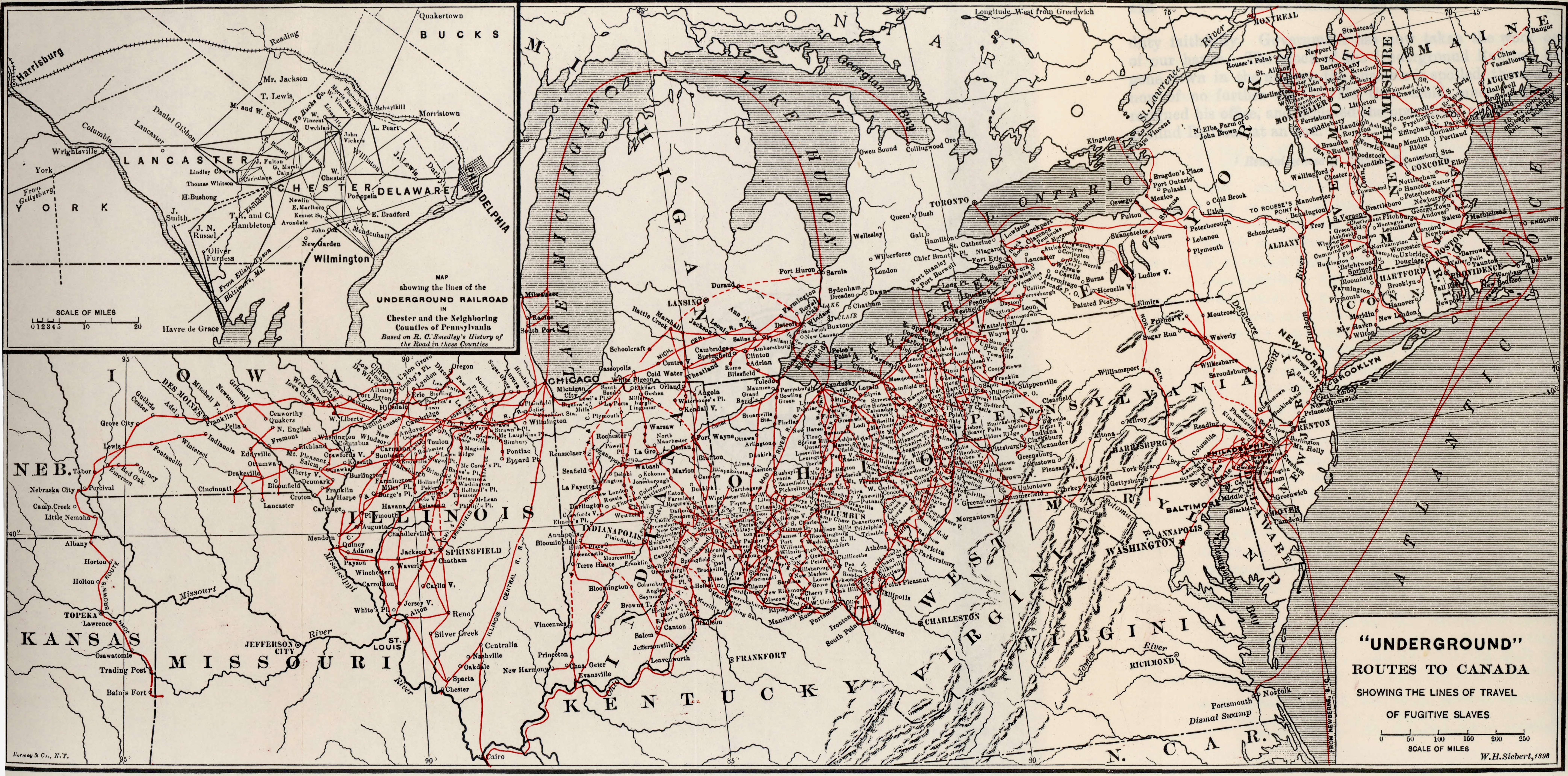
Les routes empruntées par le chemin de fer clandestin.

Pour réduire le risque d'infiltration, de nombreuses personnes associées au chemin de fer clandestin ne connaissaient que le rôle qu'elles avaient à jouer dans l'opération mais ignoraient tout du reste. Il y avait les « chefs de train » qui étaient chargés de déplacer les fugitifs de station en station. Le « chef de train » se prétendait parfois lui-même esclave afin de pouvoir accéder à une plantation. Une fois accepté dans celle-ci, il conduisait les fugitifs vers le nord.
Les esclaves voyageaient de nuit, parcourant quinze à trente kilomètres. Ils s'arrêtaient pendant la journée dans des lieux de repos isolés, des granges par exemple, qui avaient pour noms de code « stations » ou « dépôts » et étaient dirigés par des « chefs de gare ». Là ils pouvaient dormir et se restaurer, tandis qu'un message était envoyé à la prochaine station afin d'avertir le chef de gare que les fugitifs étaient en route. Il y avait aussi des hommes nommés « actionnaires » qui apportaient de l'aide en donnant de l'argent ou des fournitures. Les fugitifs utilisaient des termes bibliques parlant respectivement de « la Terre promise » pour évoquer le Canada et du « Jourdain » pour le fleuve Mississippi.

### Conditions de voyage
Même si les fugitifs voyageaient parfois en bateau ou en train, ils se déplaçaient généralement à pied ou en chariots par groupes de un à trois esclaves. Les itinéraires étaient souvent délibérément indirects pour semer la confusion parmi les poursuivants.
Il y avait parfois des évasions massives comme ce fut le cas lors du Pearl incident (en). Le voyage était souvent considéré comme particulièrement difficile et dangereux pour les femmes et les enfants, et pourtant bon nombre d'entre eux continuaient à s'échapper. On trouve parmi les « ravisseurs » — c'est le nom que l'on donnait aux personnes qui voyageaient clandestinement dans les États esclavagistes pour sauver les individus en quête de liberté — les plus célèbres et les plus efficaces une femme nommée Harriet Tubman.

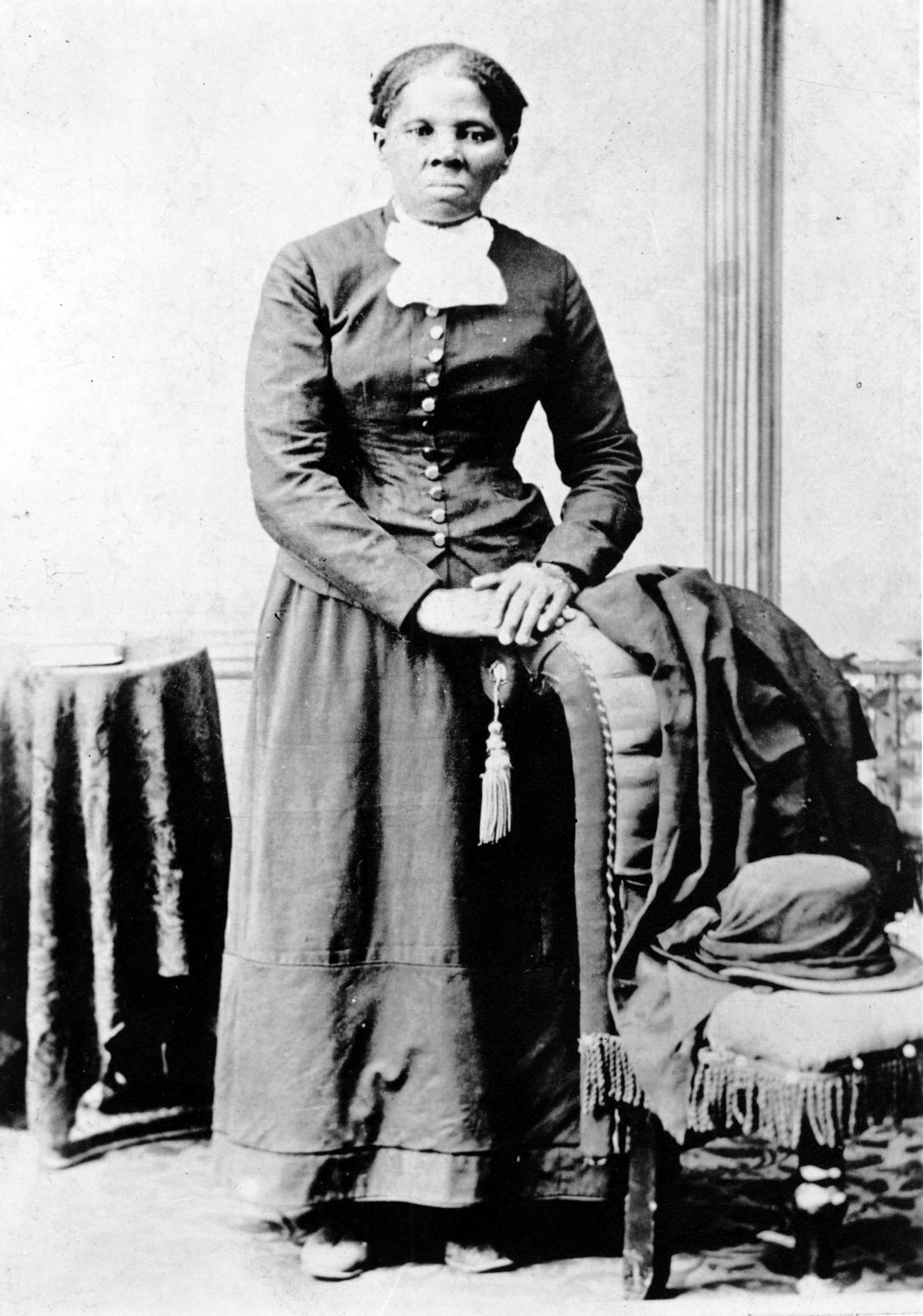
Harriet Tubman dans les années 1870.

Pour garder le secret, les renseignements sur les itinéraires empruntés et sur les refuges étaient transmis de bouche à oreille. Dans des quotidiens du Sud, on trouvait souvent des pages remplies d'entrefilets sollicitant des renseignements sur les esclaves en fuite et offrant de considérables récompenses pour leur capture et leur retour. Les marshals fédéraux et les chasseurs de primes professionnels connus sous le nom de chasseurs d'esclaves poursuivaient les fugitifs jusqu'à la frontière canadienne.
Le risque ne se limitait pas seulement aux fugitifs. Jugés robustes, les Noirs en bonne santé, dans la force de l'âge pour travailler et se reproduire, étaient considérés et traités comme des marchandises de valeur. Il n'était pas rare que des Noirs libres — les personnes affranchies (anciens esclaves) mais aussi ceux qui n'avaient jamais été esclaves — soient enlevés pour être vendus comme esclaves. Les « Certificats de Liberté », des déclarations signées et notariées, attestant du statut de liberté attribué à un homme noir, pouvaient facilement être détruits, accordant ainsi peu de protection à leurs bénéficiaires.
Selon les termes du Fugitive Slave Act de 1850, lorsque des fugitifs suspectés étaient capturés puis amenés devant un magistrat spécial connu sous le nom de commissaire, ils n'avaient pas le droit à un procès avec jury et ne pouvaient témoigner en leur propre nom. En théorie pourtant, ils n'étaient coupables d'aucun crime. Le marshal ou le chasseur d'esclaves privé avait simplement besoin de jurer sur serment pour obtenir un writ de revendication pour la restitution des biens.

### Répression
Le Congrès, composé essentiellement d'élus provenant du sud en raison de l'intégration des esclaves dans les décomptes de la population totale, avait adopté la Fugitive Slave Law en réponse à la solidarité publique à l'égard des fugitifs et au manque de coopération de la police, des tribunaux et des personnes vivant à l'extérieur du sud profond.
Dans certaines régions du nord, les chasseurs d'esclaves avaient besoin d'être protégés par la police pour exercer leur autorité fédérale. En dépit de leur résistance face aux lois en faveur de l'esclavage, plusieurs États étaient peu enclins à accueillir les Noirs libres. L'Indiana, dont la zone qui longeait le fleuve de l'Ohio était habitée par des sudistes, adopta un amendement constitutionnel interdisant aux Noirs de s'installer dans cet État.

## Culture

### Terminologie
Les membres du chemin de fer clandestin utilisaient souvent un jargon spécifique, basé sur la métaphore ferroviaire. Par exemple :
- les gens qui aidaient les esclaves à trouver le chemin de fer étaient les « agents » (ou « pasteurs ») ;
- les guides étaient les « chefs de train » ;
- les Noirs libres ou en fuite, parfois des Blancs, qui aidaient les fugitifs dans leur parcours étaient les « ravisseurs » ;
- les lieux secrets étaient les « stations » ;
- les « chefs de gare » cachaient les esclaves chez eux ;
- les esclaves en fuite étaient appelés les « passagers » ou « cargaison » ;
- les esclaves obtenaient un « ticket » ;
- conformément à la connaissance commune des Évangiles, les « roues continuaient de tourner » ;
- les bienfaiteurs financiers du chemin de fer étaient connus sous le nom d'« actionnaires ».

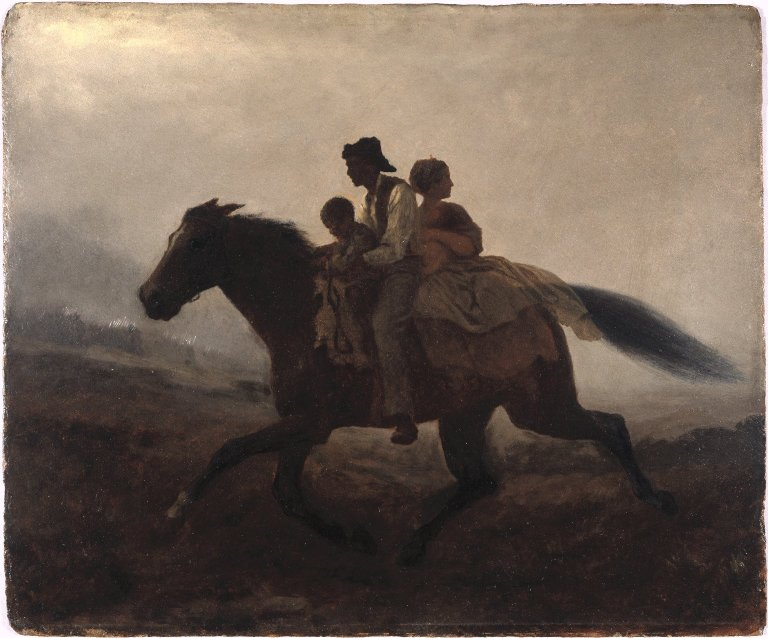
A Ride for Liberty -- The Fugitive Slaves, tableau de Jonathan Eastman Johnson entre 1860 et 1864.

L'astérisme de la Grande Casserole (dont le « bol » est dirigé en direction de l'étoile polaire) était connu sous le nom de « drinking gourd » (gourde ou louche à boire). Le chemin de fer lui-même était appelé le « train de la liberté » ou le « train du gospel », qui se dirigeait vers le « Paradis » ou « La Terre Promise », comme le Canada.
William Still, souvent appelé « le père du chemin de fer clandestin », aida des centaines d'esclaves à s'échapper (jusqu'à 60 par mois), les cachant parfois dans sa maison de Philadelphie. Il garda des récits précis, comme de courtes biographies contenant fréquemment des métaphores ferroviaires. Il entretint une correspondance avec bon nombre d'entre eux, agissant souvent comme un intermédiaire permettant aux esclaves en fuite et ceux restés à l'arrière de communiquer. Il publia ces récits en 1872 dans un livre intitulé The Underground Railway.
Selon Still, les messages étaient souvent codés afin que seules les personnes ayant un rôle dans l'opération du chemin de fer puissent les comprendre. Par exemple, le message suivant, « J'ai envoyé à deux heures quatre grands jambons et deux petits jambons », indiquait que quatre adultes et deux enfants étaient dans le train allant de Harrisburg à Philadelphie. Le mot supplémentaire via indiquait lui que les « passagers » n'étaient pas dans le train habituel, mais via Reading, une ville de Pennsylvanie. Dans ce cas, on trompait les autorités dans leur tentative d'intercepter les fugitifs en les faisant se rendre à la station ferroviaire prévue, alors que Still, lui, pouvait les rencontrer à la bonne station et les guider en lieu sûr, d'où ils finissaient par s’échapper en direction du nord ou de l'Amérique du Nord britannique où l'esclavage avait été aboli dans les années 1830.

### Folklore
Depuis les années 1980, on prétend que les motifs dessinés sur les courtepointes (couvertures) étaient utilisés pour signaler et diriger les esclaves vers les chemins d'évasion et les lieux où ils trouveraient de l'aide. Selon les défenseurs de la théorie de la courtepointe, dix motifs étaient utilisés pour conduire les esclaves à effectuer des actions particulières. Les courtepointes étaient placées une à la fois sur une clôture, il s'agissait là d'un moyen de communication non verbale pour alerter les esclaves en fuite.

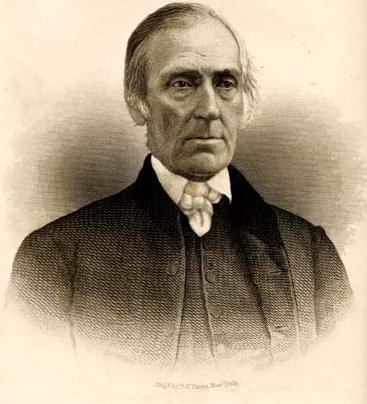
L'abolitionniste Levi Coffin qui, assisté de sa femme Catherine White Coffin, a aidé plus de 2000 esclaves.

Le code avait un double sens : tout d'abord signaler aux esclaves de se tenir prêts à s'échapper et ensuite donner des indices et indiquer les directions à suivre pendant le voyage.
La théorie du motif de la courtepointe est contestée. Le premier ouvrage publié, ayant pour source une histoire orale, apparut en 1999 et la première publication, datée de 1980, est supposée faire partie de la littérature d'enfance et de jeunesse, il est donc difficile d'évaluer la véracité de ces affirmations, qui ne sont pas acceptées par les historiens qui se sont intéressés au code de la courtepointe ou par les spécialistes de l'Amérique de l'avant-guerre de Sécession.
Il n' y a aucune preuve contemporaine attestant de l'existence d'un quelconque code de la courtepointe, et les historiens qui s'y sont intéressés, tels que Pat Cummings et Barbara Brackman ont soulevé de sérieuses questions à ce sujet. De plus, Giles Wright, un historien du chemin de fer clandestin, a publié une brochure démythifiant le code de la courtepointe.
De nombreuses sources populaires, non académiques, prétendent que des spirituals et d'autres chants, comme « Steal Away » ou « Follow the Drinking Gourd », contenaient des renseignements codés et aidaient des personnes à se diriger sur le chemin de fer, mais ces sources apportent très peu de preuves appuyant leurs dires. Les spécialistes qui ont examiné ces affirmations ont tendance à croire que, si les chants d'esclaves peuvent certainement avoir exprimé l'espoir d'être libéré des peines de ce monde, ces chants ne sont littéralement pas une aide pour les esclaves en fuite.
Pourtant, le chemin de fer clandestin stimula vraiment les œuvres culturelles. Par exemple, une chanson intitulée « Song of the Free (en) », écrite en 1860 au sujet d'un homme s'échappant au Canada pour fuir l'esclavage dans le Tennessee, fut composée sur l'air de Oh! Susanna. Chaque strophe se termine par une référence au Canada, considéré comme le pays « où les hommes de couleur sont libres ».
L'esclavage au Canada connut un rapide déclin après une décision judiciaire prise en 1803 et fut aboli en 1834.

## Aspects politiques
Lorsque les frictions entre le Nord et le Sud eurent pour conséquence la guerre de Sécession, bon nombre de Noirs, esclaves et libres, se battirent aux côtés des forces de l'Union. À la suite de l'adoption du XIIIe Amendement, il arriva dans certains cas que le chemin de fer clandestin fît marche arrière pour que les fugitifs retournent aux États-Unis.

## Critique
Frederick Douglass, écrivain, homme d'État, et lui-même esclave en fuite, critiqua la publicité faite autour du chemin de fer clandestin dans son autobiographie phare :
« Je n'ai jamais approuvé la manière très publique dont certains de nos amis occidentaux ont mené ce qu'ils ont appelé l'underground railroad, mais qui, je pense, à la suite de leurs déclarations ouvertes, est devenu, à force d'insister, l'upperground railroad. »

## Arrivée au Canada

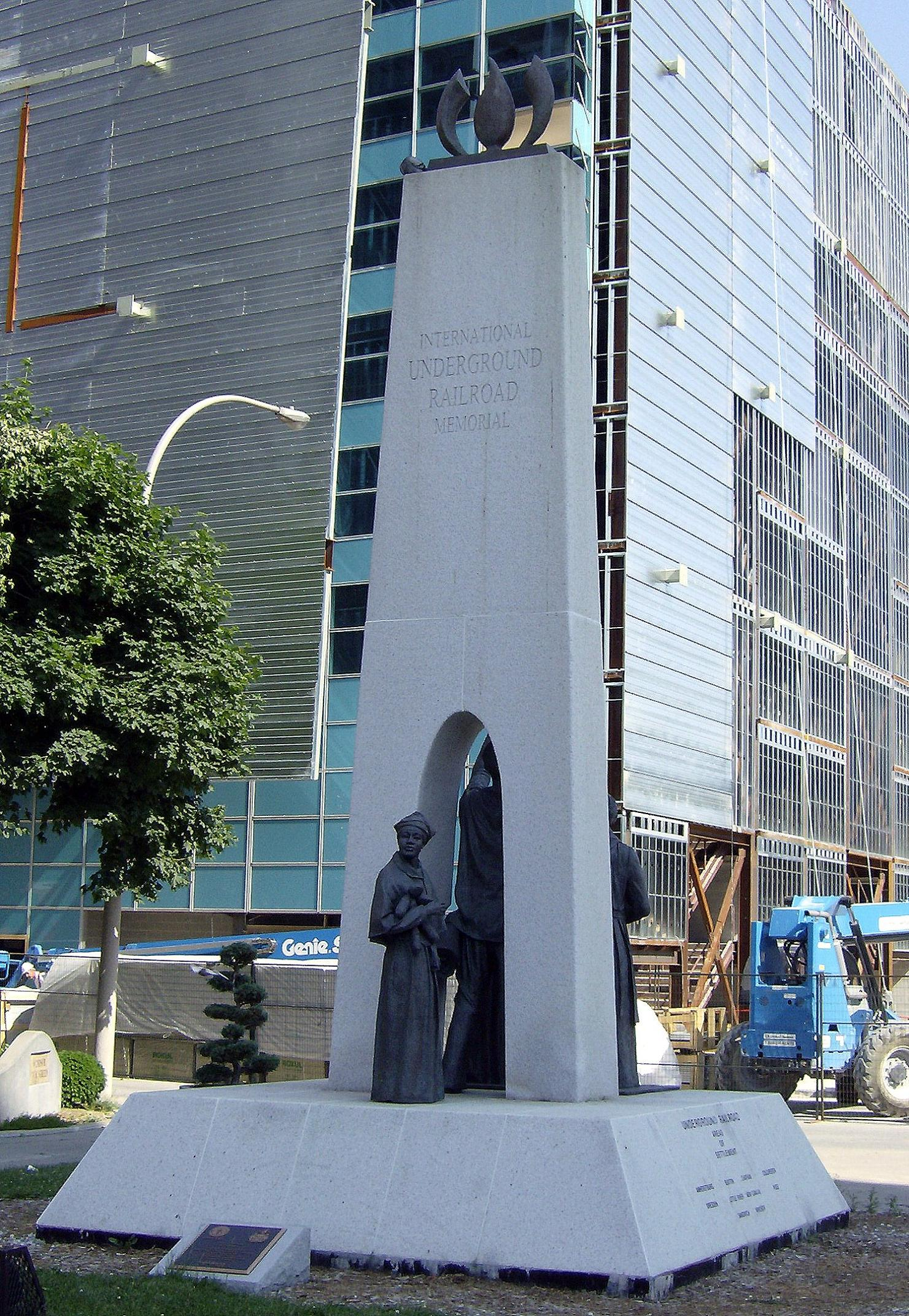
Le mémorial de lUnderground Railroad à Windsor (Ontario).

Les estimations varient énormément, mais au moins 30 000 esclaves, et peut-être plus de 100 000, ont fui vers le Canada par le biais du chemin de fer clandestin.
Le groupe le plus important s'installa dans le Haut-Canada (appelé Canada West à partir de 1841, et aujourd'hui Southern Ontario), où de nombreuses communautés noires canadiennes se sont développées. Celles-ci étaient généralement situées dans la région triangulaire délimitée par les villes de Toronto, Niagara Falls et Windsor. Près de 1 000 réfugiés s'installèrent à Toronto, et plusieurs villages ruraux dont la population était essentiellement composée d'anciens esclaves, s'établirent dans les comtés de Kent et d'Essex.
Un autre centre important où se concentrait la population était la Nouvelle-Écosse, par exemple Africville et d'autres villages près d'Halifax.
D'autres parties de l'Amérique du Nord britannique (faisant aujourd'hui partie du Canada) virent aussi un nombre important de Noirs s'installer. Il s'agit notamment du Bas-Canada, (aujourd'hui le Québec) et l'Île de Vancouver, où le gouverneur James Douglas encourageait l'immigration noire en raison de son opposition à l'esclavage et parce qu'il espérait qu'une importante communauté noire formerait un rempart contre ceux qui souhaitaient unir l'île aux États-Unis.
Une fois arrivés à destination, de nombreux fugitifs étaient déçus. Bien que l'esclavage n'existât plus dans les colonies britanniques après 1834, la discrimination était encore monnaie courante. Bon nombre de nouveaux arrivants rencontraient d'énormes difficultés pour trouver du travail, en partie à cause d'une immigration européenne massive à cette époque, et le racisme manifeste était fréquent. Par exemple, la charte de la ville de Saint-Jean, dans la province du Nouveau-Brunswick, fut spécialement amendée en 1785 pour empêcher les Noirs de pratiquer un commerce, de vendre des marchandises, de pêcher dans le port, ou de devenir des hommes libres ; ces dispositions restèrent en vigueur jusqu'en 1870,.
Avec le déclenchement de la guerre de Sécession aux États-Unis, de nombreux réfugiés noirs s'enrôlèrent dans l'Armée de l'Union, et si plus tard certains retournèrent au Canada, beaucoup restèrent aux États-Unis. Des milliers d'autres rejoignirent à nouveau le Sud américain après la fin de la guerre. Le désir de renouer avec les amis et la famille était fort, et la plupart étaient optimistes quant aux changements que l'émancipation et la Reconstruction apporteraient.

#### Essais
- (en) William Still, The Underground Railroad Records, The Modern Library, juin 1872, rééd. 24 septembre 2019, 840 p. (ISBN 978-1-9848-5505-3, lire en ligne),
- (en) Ann Petry, Harriet Tubman : Conductor on the Underground Railroad, 1995 (réimpr. 2007, éd. Amistad) (1re éd. 1955, éd.  Ty Crowell Company), 262 p. (ISBN 978-0-06-446181-8, lire en ligne),
- (en) Larry Gara, The Liberty Line : The Legend of the Underground Railroad, University Press of Kentucky, 1961, rééd. 1 mars 1996, 228 p. (ISBN 978-0-8131-0864-3, lire en ligne),
- (en) David Morris Potter, The Impending Crisis : America Before the Civil War, 1848-1861, Harper, 1 janvier 1976, rééd. 15 mars 2011, 688 p. (ISBN 978-0-06-131929-7, lire en ligne),
- (en) Charles L. Blockson, Underground Railroad, Prentice-Hall Press, août 1987, 344 p. (ISBN 978-0-13-935743-5, lire en ligne),
- (en) Megan McClard, Harriet Tubman : Slavery and the Underground Railroad, Silver Burdett Press, 1er avril 1991, 140 p. (ISBN 978-0-382-09938-0, lire en ligne),
- (en) Shaaron Cosner, The Underground Railroad, Franklin Watts, 1er octobre 1991, 134 p. (ISBN 978-0-531-12505-2, lire en ligne),
- (en) Larry Gara, Underground Railroad, National Park Service, 1996, rééd. 23 février 1998, 92 p. (ISBN 978-0-912627-64-9, lire en ligne),
- (en) Kem Knapp Sawyer, The Underground Railroad in American History, Enslow Publishers, 1er juin 1997, 136 p. (ISBN 978-0-89490-885-9, lire en ligne),
- (en) Stuart A. Kallen, Life on the Underground Railroad, Greenhaven Press, 1 octobre 1999, rééd. 1 décembre 2000, 104 p. (ISBN 978-1-56006-667-5, lire en ligne),
- (en) Bruce Chadwick, Traveling the Underground Railroad : A Visitor's Guide to More Than 300 Sites, Citadel / Carol Publishing Group, 1er octobre 2000, 308 p. (ISBN 978-0-8065-2093-3, lire en ligne),
- (en) Ann Heinrichs, The Underground Railroad, Compass Point Books, 1er janvier 2001, 56 p. (ISBN 978-0-7565-0102-0, lire en ligne),
- (en) Carla Williams, The Underground Railroad, Child's World, 1er août 2001, 48 p. (ISBN 978-1-56766-926-8, lire en ligne),
- (en) J. Blaine Hudson, Fugitive Slaves and the Underground Railroad in the Kentucky Borderland, McFarland & Company, 1er juillet 2002, 224 p. (ISBN 978-0-7864-1345-4, lire en ligne),
- (en) George Hendrick, Fleeing for Freedom : Stories of the Underground Railroad as Told by Levi Coffin and William Still, Ivan R. Dee Publisher, 17 novembre 2003, rééd. 2004, 232 p. (ISBN 978-1-56663-545-5, lire en ligne),
- (en) P.M. Boekhoff & Stuart A. Kallen, The Underground Railroad, KidHaven Press, 20 août 2004, rééd. 2005, 56 p. (ISBN 978-0-7377-2607-7, lire en ligne),
- (en) Fergus M. Bordewich, Bound for Canaan : The Underground Railroad and the War for the Soul of America, Amistad, 1er avril 2005, 584 p. (ISBN 978-0-06-052430-2, lire en ligne),
- (en) Karolyn Smardz Frost, I've Got a Home in Glory Land : A Lost Tale of the Underground Railroad, Farrar Straus and Giroux, 1 janvier 2007, rééd. 24 juin 2008, 492 p. (ISBN 978-0-374-53125-6, lire en ligne),
- (en) Mary Ellen Snodgrass, The Underground Railroad : An Encyclopedia of People, Places, and Operations : An Encyclopedia of People, Places, and Operations, Routledge, 30 septembre 2007, rééd. 15 mai 2008, 432 p. (ISBN 978-0-7656-8093-8, lire en ligne),
- (en) Kem Knapp Sawyer, The Amazing Underground Railroad, Enslow Publishers, 1er février 2012, 136 p. (ISBN 978-1-4644-0021-6, lire en ligne),

#### Articles
- (en-US) Wilbur H. Siebert, « Light on the Underground Railroad », The American Historical Review , Vol. 1, No. 3,‎ avril 1896, p. 455-463 (8 pages) (lire en ligne),
- (en-US) Julias S. Conklin, « The Underground Railroad in Indiana », The Indiana Quarterly Magazine of History, Vol. 6, No. 2,‎ juin 1910, p. 63-74 (12 pages) (lire en ligne),
- (en-US) Edward Raymond Turner, « The Underground Railroad in Pennsylvania », The Pennsylvania Magazine of History and Biography, Vol. 36, No. 3,‎ 1936, p. 309-318 (10 pages) (lire en ligne),
- (en-US) Wilbur H. Siebert, « The Underground Railroad in Massachusetts », The New England Quarterly, Vol. 9, No. 3,‎ septembre 1936, p. 447-467 (21 pages) (lire en ligne),
- (en-US) Henrietta Buckmaster, « The Underground Railroad », The North American Review, Vol. 246, No. 1,‎ automne 1938, p. 142-149 (8 pages) (lire en ligne),
- (en-US) Larry Gara, « William Still and the Underground Railroad », Pennsylvania History: A Journal of Mid-Atlantic Studies, Vol. 28, No. 1,‎ janvier 1961, p. 33-44 (12 pages) (lire en ligne),
- (en-US) Larry Gara, « The Underground Railroad: Legend or Reality ? », Proceedings of the American Philosophical Society, Vol. 105, No. 3,‎ 27 juin 1961, p. 334-339 (6 pages) (lire en ligne),
- (en-US) Larry Gara, « Friends and the Underground Railroad », Quaker History, Vol. 51, No. 1,‎ printemps 1962, p. 3-19 (17 pages) (lire en ligne),
- (en-US) Ashley Council, « Ringing Liberty's Bell: African American Women, Gender, and the Underground Railroad in Philadelphia », Pennsylvania History, Vol 87, n°3,‎ été 2020, p. 494-531 (38 pages) (lire en ligne ),